# Häufigkeitszahl
Die Häufigkeitszahl (seltener: Häufigkeitsziffer; abgekürzt: HZ) bezeichnet das relative Vorkommen eines Ereignisses oder eines Merkmals in Bezug zu der jeweils gewählten Bevölkerungsgruppe. Dabei ist unerheblich, ob die Person, die das Merkmal (z. B. Linkshänder) trägt oder das Ereignis (z. B. Straftat) verursacht, zur Bevölkerungsgruppe gehört oder nicht.
Ein Beispiel zur Verdeutlichung:
Wenn man nun ermitteln möchte, wie viele von 100.000 Deutschen in einem Jahr an Grippe erkrankten, werden z. B. auch Touristen mitgezählt, obwohl diese nicht zur Bevölkerungsgruppe gehören.
Die Häufigkeitszahl hilft Daten besser vergleichen zu können, da sie die absoluten Daten relativiert. Das bedeutet, wenn im Jahr 2010 in Schleswig-Holstein 221.510 Straftaten begangen wurden und in Hamburg 224.775, scheint die Häufigkeit zunächst ziemlich gleich zu sein. Berücksichtigt man nun die verschiedenen Einwohnerzahlen (Schleswig-Holstein 2.832.027, Hamburg 1.774.224), so ergibt sich ein ganz anderes Bild, denn nun hat Schleswig-Holstein eine Häufigkeit von 7.822 und Hamburg eine von 12.669 je 100.000 Einwohnern.

## Kriminologie
In der Kriminologie wird die Häufigkeitszahl als Gradmaß für die Zahl der polizeilich registrierten Straftaten je 100.000 Einwohner (zum Beispiel eines Bundeslandes oder Regierungsbezirkes) für ein bestimmtes Jahr (Stichtag 1. Januar) bezeichnet.
Wurden beispielsweise im Jahr 2010 in der Bundesrepublik Deutschland insgesamt 5.933.278 Straftaten registriert, ergibt sich bei einer zugrunde gelegten Bevölkerungszahl von 81.802.300 Menschen eine Häufigkeitszahl von 7.253.
Das bedeutet, dass pro 100.000 Menschen in Deutschland 7.253 Straftaten der Polizei bekannt geworden sind. Natürlich muss berücksichtigt werden, dass die Häufigkeitszahl durch verschiedene Faktoren verzerrt wird. So ist es Realität, dass manche Täter mehrere Taten begehen, andererseits wird manch eine Straftat auch von mehreren Tätern begangen. Ebenfalls von Relevanz ist, dass natürlich nur die Straftaten aufgeführt werden, die der Polizei auch bekannt werden, die Dunkelziffer vermutlich höher ist.
Diese Zahl wird auch als „Tatverdächtigenbelastungszahl“ (TVBZ) oder „Kriminalitätsbelastungszahl“ (KBZ) bezeichnet, welche die Zahl der registrierten Tatverdächtigen je 100.000 Einwohner (zum Beispiel bezogen auf eine bestimmte Alters- oder Geschlechtsgruppe) angibt.
Die Aussagekraft dieses Wertes ist dadurch beeinträchtigt, dass Touristen, Durchreisende, grenzüberschreitende Berufspendler und illegal sich in Deutschland aufhaltende Ausländer oder auch Stationierungsstreitkräfte und ähnliche Personen nicht zu den Einwohnern gezählt werden, wohl aber die von diesem Personenkreis begangenen Straftaten.
Bei Opfern wird von der „Opfergefährdung“ oder auch Opferzahl für die Anzahl der Opfer je 100.000 Einwohner der jeweiligen Gruppe gesprochen.